# Maurizio Totti
Maurizio Totti (Massa Lombarda, 7 gennaio 1954) è un imprenditore e produttore cinematografico italiano, fondatore e presidente della Colorado Film.

## Biografia

### Carriera musicale
Fino al 1974 abita a Massa Lombarda. Scoperta la passione per la musica, si trasferisce a Riccione dove inizia a fare il disc-jockey. Dopo il servizio militare (1975) trova l'occasione di lavorare in una discoteca di Madonna di Campiglio, famosa stazione sciistica. Vi rimane fino al 1978. In quell'anno suona in un locale di Stintino, in Sardegna.

Nel 1979 decide di mettersi in proprio ed apre un suo locale, il «Tazak» a Campo Carlo Magno, a pochi km di distanza da Madonna di Campiglio. Nel 1982 decide di cambiare completamente e si prende un anno sabbatico. Avendo saputo che era libero, la cantante Marcella Bella gli propone di farle da road manager per il suo tour. 

### Carriera nel cinema
Nello stesso periodo Totti ha l'occasione di accompagnare Diego Abatantuono a Torino per una serata. È la svolta della sua carriera. Qualche mese dopo il noto attore lo vuole come proprio road manager. Totti cura il primo contratto televisivo di Abatantuono con Rete 4. Nel 1986, assieme a Gabriele Salvatores ed Abatantuono, fonda la Colorado Film, società che produce film, programmi e serie televisive. Ha ricevuto una candidatura come miglior produttore ai David di Donatello per il film Io non ho paura.
Per un breve periodo è stato editore tramite la Colorado Noir. Dal 2019 è coniugato con Lorenza Mazzoli.